# Азіз (фільм)
«Азіз» («Aziz») — радянський дитячий телефільм 1977 року, знятий режисером Саїдбатиром Ахмедходжаєвим на студії «Узбектелефільм».

## Сюжет
Маленькому Азізу подарували голубів. Усією душею прив'язався до них хлопчик, з нетерпінням чекав на пташенят. Але хтось убив одного із голубів. Для Азіза це було першим великим горем.

## У ролях
- Батир Ізраїльбеков — Азіз
- Хатам Хамдамов — головна роль

## Знімальна група
- Режисер — Саїдбатир Ахмедходжаєв
- Сценаристи — Саїдбатир Ахмедходжаєв, Ахмеджан Касимов
- Оператор — Кучкар Карімов